# Heldrungen (Adelsgeschlecht)

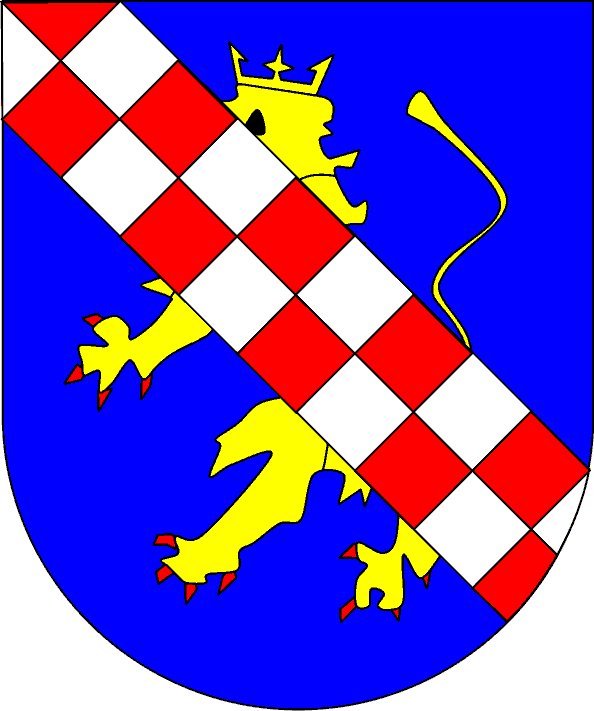
Stammwappen derer von Heldrungen

Die Edlen Herren von Heldrungen waren ein altes Thüringer Ministerialengeschlecht, das sich nach dem Ort Heldrungen in Thüringen benannte.

## Geschichte
Erstmals wird die Familie mit Hartmann von Heldrungen 1128 urkundlich genannt, dem vermutlichen Erbauer der Burg Heldrungen. Nachfolgend werden genannt: Helmbold von Heldrungen 1157, Helmbold, Arnold, Gundeloch von Heldrungen 1158, Henricus de Heldrungen 1169, Ritter Hartung von Heldrungen 1193, Heinrich von Heldrungen 1203, Gerlach von Heldrungen als Domherr von Naumburg (1196–1216), Gerlach von Heldrungen, sein Bruder Heinrich und dessen Söhne Hartmann und Theoderich 1208, Hartmann von Heldrungen 1214 und 1225 mit seinem Sohn Heinrich.
In der Kirche von Schulpforte befand sich das Erbbegräbnis der Herren von Heldrungen. Schenkungen der Herren von Heldrungen an das Kloster Pforta sind von 1208 bis 1236 urkundlich belegt. Als letzte werden erwähnt Friedrich, Edler Herr von Heldrungen († 1413), der Edle Heinrich von Heldrungen 1417 und Agnes, Edle von Heldrungen 1430. Wegen der Unterstützung der aufständischen Flegler im Fleglerkrieg wurde Friedrich V. von Heldrungen 1412 durch Markgraf Wilhelm II. von Meißen seiner Herrschaften enthoben. Im Folgejahr wurde er von einigen Bauern aus Mackenrode erstochen. Mit Friedrichs Söhnen scheint das Geschlecht der Herren von Heldrungen um 1443 erloschen zu sein.
Die Herrschaft Heldrungen mit Wiehe kam am 8. Januar 1413 an Graf Heinrich von Hohnstein. Die Grafen von Hohnstein blieben jedoch nur bis 1482 im Besitz der Herrschaft. Bereits Heinrichs Sohn Johann von Hohnstein-Heldrungen verkaufte Schloss und Herrschaft Heldrungen 1484 für 18.000 rheinische Gulden an die Grafen von Mansfeld, die letzten Herren zu Heldrungen.

## Persönlichkeiten
- Hartmann von Heldrungen (* um 1210; † 1282), 1273–1282 Hochmeister des Deutschen Ordens
- Friedrich V. von Heldrungen († 1413), Anführer der aufständischen Flegler im Fleglerkrieg 1412

## Wappen
Das Wappen zeigt in Blau einen goldenen gekrönten Löwen, überdeckt mit einem von Silber und Rot in zwei Reihen geschachten Schrägrechtsbalken. Auf dem Helm mit blau-goldenen Decken der Löwe wachsend, oben besteckt mit drei (Silber-Rot-Silber) Straußenfedern.